# Camaçari
Camaçari – miasto we wschodniej Brazylii, w stanie Bahia, na wybrzeżu Oceanu Atlantyckiego, część regionu metropolitalnego miasta Salvador. W 2009 miasto liczyło ok. 234 tys. mieszkańców. Ośrodek przemysłu petrochemicznego, celulozowo-papierniczego, włókienniczego i spożywczego.

## Podział
- Vila de Abrantes
- Monte Gordo
- Sede (Camaçari)
- Parafuso
- Remanecentes quilombolos(Cordoaria)

## Sport

### Kluby piłkarskie
- Camaçari FC
- Sport Clube Camaçariense
- Futebol Clube Vasco de Areias

### Stadiony
- Estádio Armando Oliveira